# Робберехтс, Андре
Андре Робберехтс (фр. André Robberechts; 16 декабря 1797, Брюссель, Бельгия — 23 мая 1860, Париж, Франция) — франко-бельгийский скрипач.
Учился у первой скрипки Брюссельской оперы Корнеля ван дер Планкена (под руководством которого начинал свои занятия музыкой и Адриен Франсуа Серве), затем с 1814 занимался в Париже сперва под руководством Пьера Байо, а затем и у Джованни Баттиста Виотти, гастролировавшего на исходе 1810-х вместе с Робберехтсом и считавшего его, как утверждается, своим лучшим учеником. Изучал, кроме того, композицию у Антонина Рейхи.
В 1820—1830 был придворным скрипачом при брюссельском дворе короля Виллема I, правителя единых Нидерландов. В начале этого периода у него учился Шарль Огюст де Берио, к концу 1820-х получивший ту же должность. Некоторые специалисты называют Робберехтса основоположником франко-бельгийской скрипичной школы, первым виднейшим представителем которой был Берио. В 1830 после Бельгийской революции и ученик, и учитель вновь поселились в Париже. Среди учеников Робберехтса Туллио Рамачотти.